# Équipe d'Ossétie du Sud de football
Maillots
L'équipe d'Ossétie du Sud de football est une sélection de joueurs professionnelles Ossètes de l'Ossétie du Sud-Alanie qui est sous l'égide de la Fédération de la république d'Ossétie du Sud de football (FROSF).
Elle est affiliée à la ConIFA depuis 2013, l'Association mondiale de futsal et a l'Union européenne de futsal.
Lors de la Coupe du monde de la ConIFA 2014, elle termine à la quatrième place. Lors de la Coupe d'Europe de football Conifa 2019 l'Ossétie devient champion d'Europe.
Elle représente les Ossètes qui vivent en Ossétie du Sud, région du centre nord du territoire géorgien.
En 1992, l'Ossétie du Sud proclame son indépendance et fait sécession de la Géorgie.
La Russie, le Nicaragua, le Venezuela la Syrie et Nauru reconnaît l'indépendance de l'Ossétie du Sud. Elle est également reconnue par l'Abkhazie, le Haut-Karabagh et la Transnistrie.

## Histoire

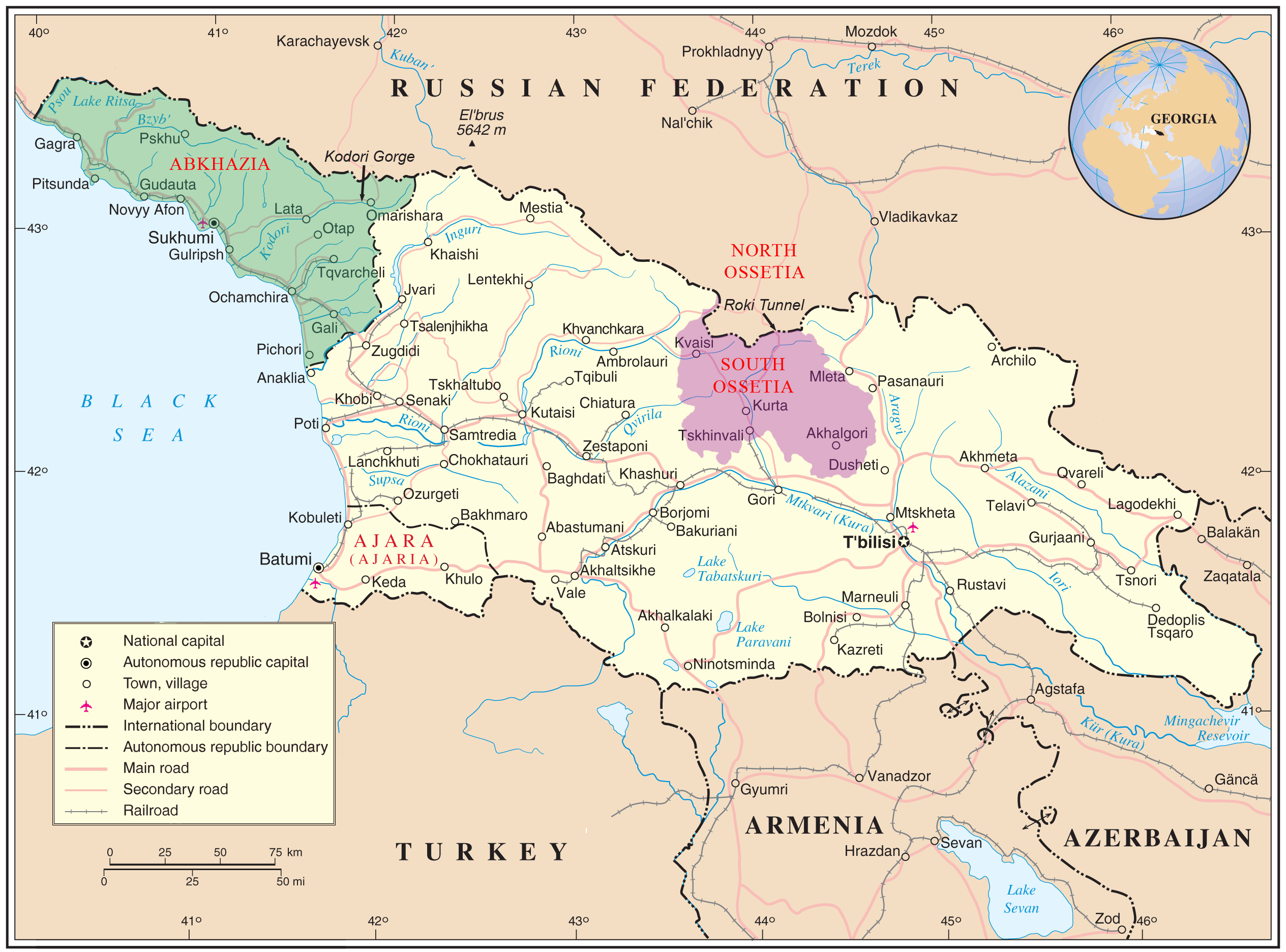
Territoire d'Ossétie du Sud en mauve

La Fédération de la république d'Ossétie du Sud de football (FROSF) a été créée en 1997 et est dirigée par Dzhioev Alan Amiranovich.
L'Ossétie du Sud devient membre de l'Association mondiale de futsal et de l'Union européenne de futsal[Quand ?]. Elle terminera septième du Championnat d'Europe UEFS de futsal 2010 et huitième de l'édition 2012, ainsi que 13e à la Coupe du monde 2011 AMF Futsal.
L'équipe d'Ossétie du Sud dispute son premier match le 23 septembre 2013 à Soukhoumi contre l'équipe d'Abkhazie est perd sur un score de 0-3.
Le président de la république d'Ossétie du Sud Leonid Tibilov a rencontré l'équipe d'Ossétie du Sud de football et son entraîneur Akhsar Ikoev, qui participe à la Coupe du monde de football ConIFA 2014 en Suède.
L'Ossétie du sud est devenu membre de la ConIFA en janvier 2014[réf. souhaitée].
En 2014, l'Ossétie du Sud est invité à la première Coupe du monde de football ConIFA à Östersund en Suède,,.
Elle commence la compétition le 2 juin face au Darfour est domine la rencontre et remporte son premier match (score 19-0),.
Le 3 juin, elle affronte et perd contre la Padanie (score 1-3).
Le 4 juin, l'Ossétie du sud rencontre l'Abkhazie lors des quarts de finale est remporte le match aux tirs au but (score 0-0/2-0).
Le 6 juin, l'Ossétie affronte le Comte de Nice en demi-finale est perd la rencontre pour la finale (score 0-3).
Le 8 juin, l'Ossétie du sud rencontre l'équipe araméenne pour la troisième place, l'Ossétie perd le match (score 1-4).
Artur Elbaev devient le meilleur buteur de la Coupe du monde de football ConIFA 2014 avec 9 buts inscrits.
En 2015, l'Ossétie du sud devait participer à la première Coupe d'Europe de football Conifa, la sélection avait été invitée par la ConIFA.
Les autorités géorgiennes font pression sur la Hongrie, l'état hongrois décide de refuser la participation de l'équipe de l'Ossétie du Sud à la première Coupe d'Europe de football Conifa,.
La ConIFA invite l'Ossétie du sud à la seconde édition de la Coupe d'Europe de football Conifa 2017 en Chypre du Nord,, elle commence sa première rencontre le 5 juin 2017. L'Ossétie du Sud perd son premier match face à l'Abkhazie 2 à 1, à la suite du retrait de la Laponie où elle se classe à la huitième place, mais ne se qualifie pas pour la Coupe du monde de football ConIFA 2018.
La sélection d'Ossétie du Sud ne participera pas au tournoi international de football organisé par la ConIFA, l'Ossétie du Sud n'a pas pu marquer suffisamment de points lors des matches préliminaires pour disputer la Coupe du monde de la ConIFA à Londres à l'été 2018.
Le 19 février 2018, le président de la république d'Ossétie du sud Anatoli Bibilov a reçu le secrétaire général de la ConIFA, Sascha Duerkop à Tskhinvali. Le président de la commission de la politique de la jeunesse, des sports et du tourisme, Sergei Zasseev, a également assisté à la réunion. La rencontre avec les dirigeants été portée sur l'équipe d'Ossétie du Sud de football et a souligné le désir de développer le football, ainsi que contribuer au développement des infrastructures sportives de la république d'Ossétie du sud.
Le 24 août 2019, l'Ossétie du sud rencontre la sélection de la république populaire de Lougansk et perd son premier match amical 3 à 4.
Le 22 septembre 2019, l'Ossétie du sud remporte sa seconde rencontre face à la république populaire de Lougansk sur un score de 2-0.

## Parcours dans les compétitions internationales
Coupe du monde de football ConIFA
| Année | Lieu              | Position                                                  | Match                                                     | Victoire                                                  | Nul                                                       | Défaite                                                   | but marqué                                                | but encaissé                                              |                                                           |
| ----- | ----------------- | --------------------------------------------------------- | --------------------------------------------------------- | --------------------------------------------------------- | --------------------------------------------------------- | --------------------------------------------------------- | --------------------------------------------------------- | --------------------------------------------------------- | --------------------------------------------------------- |
| 2014  | Suède             | 4e                                                        | 5                                                         | 1                                                         | 1                                                         | 3                                                         | 23                                                        | 10                                                        |                                                           |
| 2016  | Abkhazie          | Ne participe pas                                          | Ne participe pas                                          | Ne participe pas                                          | Ne participe pas                                          | Ne participe pas                                          | Ne participe pas                                          | Ne participe pas                                          | Ne participe pas                                          |
| 2018  | Angleterre        | Ne participe pas                                          | Ne participe pas                                          | Ne participe pas                                          | Ne participe pas                                          | Ne participe pas                                          | Ne participe pas                                          | Ne participe pas                                          | Ne participe pas                                          |
| 2020  | Macédoine du Nord | Annulée en raison de la pandémie de maladie à coronavirus | Annulée en raison de la pandémie de maladie à coronavirus | Annulée en raison de la pandémie de maladie à coronavirus | Annulée en raison de la pandémie de maladie à coronavirus | Annulée en raison de la pandémie de maladie à coronavirus | Annulée en raison de la pandémie de maladie à coronavirus | Annulée en raison de la pandémie de maladie à coronavirus | Annulée en raison de la pandémie de maladie à coronavirus |

Coupe d'Europe de football ConIFA
| Année | Lieu           | Position     | Match        | Victoire     | Nul          | Défaite      | but marqué   | but encaissé |              |
| ----- | -------------- | ------------ | ------------ | ------------ | ------------ | ------------ | ------------ | ------------ | ------------ |
| 2015  | Hongrie        | Non présente | Non présente | Non présente | Non présente | Non présente | Non présente | Non présente | Non présente |
| 2017  | Chypre du Nord | 8e           | 4            | 0            | 0            | 4            | 2            | 16           |              |
| 2019  | Haut-Karabagh  | 1er          | 5            | 3            | 2            | 0            | 7            | 4            |              |
| 2021  |                |              | -            | -            | -            | -            | -            | -            |              |

## Tenue par année
| 2014 | 2014 | 2017 | 2017 |

## Rencontres

### Matches internationaux
Le tableau suivant liste les rencontres de l'Équipe d'Ossétie du Sud de football
| No | Date              | Lieu                                               | Ossétie du sud | Adversaire                       | Score       | Compétition                            | Buteur(s) pour l'Ossétie du Sud | Buteur(s) pour l'adversaire                                                                              | Rapport   |
| -- | ----------------- | -------------------------------------------------- | -------------- | -------------------------------- | ----------- | -------------------------------------- | --- | --- | --------- |
| 1  | 23 septembre 2013 | Soukhoumi Abkhazie Géorgie                         | Ossétie du sud | Abkhazie                         | P 0-3       | Amical                                 | | Almaskhan Dzeniya , Aleksei Bondarenko , Anrik Tania                                                     | (Rapport) |
| 2  | 2 juin 2014       | Jämtkraft Arena, Östersund Suède                   | Ossétie du sud | Darfour                          | V 19-0      | Coupe du monde de football ConIFA 2014 | 10e 39e 42e 62e 75e 76e 82e 88e Artur Elbaev, 13e 40e Vladimir Salbiev, 45e Romeo Kobaladze, 56e 59e 70e 79e 90e Rustam Khutiev, 63e Taimuraz Kudziev, 68e Georgi Kulov, 90+1e Murat Tskhovrebov | | (Rapport) |
| 3  | 3 juin 2014       | Jämtkraft Arena, Östersund Suède                   | Ossétie du sud | Padanie                          | P 1-3       | Coupe du monde de football ConIFA 2014 | 46e Arthur Elbaev | Giacomo Innocenti 6e, Andrea Mussi 37e, Enoch Barwuah 86e                                                | (Rapport) |
| 4  | 4 juin 2014       | Jämtkraft Arena, Östersund Suède                   | Ossétie du sud | Abkhazie                         | N 0-0 (2-0) | Coupe du monde de football ConIFA 2014 | | | (Rapport) |
| 5  | 6 juin 2014       | Jämtkraft Arena, Östersund Suède                   | Ossétie du sud | Comté de Nice                    | P 0-3       | Coupe du monde de football ConIFA 2014 | | Malik Tchokounte 3e 28e, Kevin Puyoo 83e                                                                 | (Rapport) |
| 6  | 8 juin 2014       | Jämtkraft Arena, Östersund Suède                   | Ossétie du sud | Araméens                         | P 1-4       | Coupe du monde de football ConIFA 2014 | 92e David Siukaev | George Kacho 9e 24e 73e, Volkan Percin 47e                                                               | (Rapport) |
| 7  | 5 juin 2017       | Stade 20 Temmuz de Kyrenia Chypre du Nord          | Ossétie du sud | Abkhazie                         | P 1-2       | Coupe d'Europe de football Conifa 2017 | 61e Alan Kadjaev | Kortava Dmitry 34e · Shoniya Ruslan 90+1e                                                                | (Rapport) |
| 8  | 6 juin 2017       | Stade 20 Temmuz de Kyrenia Chypre du Nord          | Ossétie du sud | Chypre du Nord                   | P 0-8       | Coupe d'Europe de football Conifa 2017 | | Mustafa Yasinses 13e, Ertaç Taskiran 15e 20e 58e, Ibrahim Çidamli 57e 68e, Halil Turan 62e, Ugur Gök 88e | (Rapport) |
| 9  | 7 juin 2017       | Stade Dr. Fazil Kucuk de Famagouste Chypre du Nord | Ossétie du sud | Karpatalya                       | P 1-4       | Coupe d'Europe de football Conifa 2017 | Soslan Kochiev 86e | 20e 45e Mile Kisztian, 33e Baksa Zoltan, 62e Kesz Tibor                                                  | (Rapport) |
| 10 | 9 juin 2017       | Stade Dr. Fazil Kucuk de Famagouste Chypre du Nord | Ossétie du sud | Haute-Hongrie                    | P 0-2       | Coupe d'Europe de football Conifa 2017 | | Attila Molnar 7e 41e                                                                                     | (Rapport) |
| 11 | 2 juin 2019       | Martouni Haut-Karabagh                             | Ossétie du sud | Arménie occidentale              | V 2-1       | Coupe d'Europe de football Conifa 2019 | 29e 56e Batraz Gurtsiyev | 79e Arman Aslanyan                                                                                       | (Rapport) |
| 12 | 3 juin 2019       | Stepanakert Haut-Karabagh                          | Ossétie du sud | Padanie                          | V 2-1       | Coupe d'Europe de football Conifa 2019 | 55e Batraz Gurtsiyev, 80e Ibragim Bazaev | 89e Riccardo Ravasi                                                                                      | (Rapport) |
| 13 | 4 juin 2019       | Askeran Haut-Karabagh                              | Ossétie du sud | Pays sicule                      | N 2-2       | Coupe d'Europe de football Conifa 2019 | 72e 84e Batraz Gurtsiyev | 54e Vékás Barna, 82e Kovács Botond                                                                       | (Rapport) |
| 14 | 6 juin 2019       | Askeran Haut-Karabagh                              | Ossétie du sud | Chameria                         | N 0-0 (6-5) | Coupe d'Europe de football Conifa 2019 | | | (Rapport) |
| 15 | 8 juin 2019       | Stepanakert Haut-Karabagh                          | Ossétie du sud | Arménie occidentale              | V 1-0       | Coupe d'Europe de football Conifa 2019 | 65e Ibragim Bazaev | | (Rapport) |
| 16 | 24 août 2019      | République populaire de Lougansk                   | Ossétie du sud | République populaire de Lougansk | P 3-4       | Amical                                 | 19e 39e (pen.) Marik Bazayev, 44e Soslan Dzhidzhoyev | 21e Aleksey Mukhin, 28e Aleksey Sukharkov, 65e (pen.) Andrey Kogut, 76e Mark Belavin                     | (Rapport) |
| 17 | 22 septembre 2019 | Ossétie du sud                                     | Ossétie du sud | République populaire de Lougansk | V 2-0       | Amical                                 | Ibragim Bazaev, 80e Aleksei Muldarov | | (Rapport) |

### Équipes rencontrées
| Adversaire                       | Joués | Victoires | Matchs nuls | Défaites | Buts pour | Buts contre |
| -------------------------------- | ----- | --------- | ----------- | -------- | --------- | ----------- |
| Abkhazie                         | 3     | 0         | 1           | 2        | 1         | 5           |
| Arménie occidentale              | 2     | 2         | 0           | 0        | 3         | 1           |
| Padanie                          | 2     | 1         | 0           | 1        | 3         | 4           |
| République populaire de Lougansk | 2     | 1         | 0           | 1        | 5         | 4           |
| Darfour                          | 1     | 1         | 0           | 0        | 19        | 0           |
| Araméens                         | 1     | 0         | 0           | 1        | 1         | 4           |
| Comté de Nice                    | 1     | 0         | 0           | 1        | 0         | 3           |
| Chypre du Nord                   | 1     | 0         | 0           | 1        | 0         | 8           |
| Karpatalya                       | 1     | 0         | 0           | 1        | 1         | 4           |
| Haute-Hongrie                    | 1     | 0         | 0           | 1        | 0         | 2           |
| Pays sicule                      | 1     | 0         | 1           | 0        | 2         | 2           |
| Chameria                         | 1     | 0         | 1           | 0        | 0         | 0           |
| Total                            | 17    | 5         | 3           | 9        | 35        | 37          |

## Meilleurs buteurs
| 9 buts |
| Artur Elbaev |
| 5 buts |
| Rustam Khutiev, Batraz Gurtsiyev |
| 3 buts |
| Ibragim Bazaev |
| 2 buts |
| Vladimir Salbiev, Marik Bazayev |
| 1 but |
| Romeo Kobaladze, Taimuraz Kudziev, Georgi Kulov, Murat Tskhovrebov, David Siukaev, Alan Kadjaev, Soslan Dzhidzhoyev, Aleksei Muldarov (en), Soslan Kochiev |

## Personnalités de l'équipe d’Ossétie du Sud de football

### Sélections
| Sélection 2017              | Sélection 2017                               |
| Club                        | Nom                                          |
| --------------------------- | -------------------------------------------- |
| Gardien                     |                                              |
| FK Anji Makhatchkala        | Mukharbek Burayev                            |
| Spartak Tskhinvali          | Kazemir Bestayev                             |
| Défenseur                   |                                              |
| Spartak Tskhinvali          | Marat Betseyev                               |
| Spartak Tskhinvali          | Dzambulat Gabarayev                          |
| Spartak Tskhinvali          | Akhsar Jioyev                                |
| Spartak Tskhinvali          | Alan Kajoyev                                 |
| Liakhvi                     | Erik Gabarayev                               |
| FC FAYUR Beslan (en)        | Soslan Kabulov                               |
| FK Krasnodar                | Azamat Kokoyev                               |
| FK Droujba Maïkop           | Soslan Kochiyev                              |
| Milieu de terrain           |                                              |
| Spartak Tskhinvali          | Haji-Murat Bestayev                          |
| Spartak Tskhinvali          | Stanislav Medeev                             |
| SK Dinamo Tbilissi          | Soslanbek Dzagoev                            |
| FK Dinamo Saint-Pétersbourg | Taimuraz Gagiyev                             |
| FC Spartak Vladikavkaz (en) | Arshen Tsagolov                              |
| Attaquant                   |                                              |
| Spartak Tskhinvali          | Mikhail Gagloyev                             |
| Spartak Tskhinvali          | Radion Vazagov                               |
| Spartak Tskhinvali          | Alan Jioyev                                  |
| Spartak Tskhinvali          | Sarmat Iskurebov                             |
| FC Spartak Vladikavkaz (en) | Soslan Dzhioyev (footballer, born 1993) (en) |
| FK Kolomna                  | Alan Koroyev                                 |
| Staff                       | Nom                                          |
| Sélectionneur               | Pukhaev Ruslan                               |

| Sélection 2019               | Sélection 2019            |
| Club                         | Nom                       |
| ---------------------------- | ------------------------- |
| Gardien                      |                           |
| FK Spartak Vladikavkaz       | Muharbeg Buraev           |
| Spartak Tskhinvali           | Ruslan Murtazov           |
| Défenseur                    |                           |
| Spartak Tskhinvali           | Aleksei Muldarov (en)     |
| Spartak Tskhinvali           | Akhsar Dzhioev            |
| Spartak Tskhinvali           | Atsamaz Bekoev            |
| Spartak Tskhinvali           | Stanislav Tedeev          |
| Spartak Tskhinvali           | Soslan Kabulov            |
| Spartak Tskhinvali           | Timur Sokolov             |
| Spartak Tskhinvali           | Azamat Kokoyev            |
| Milieu de terrain            |                           |
| Spartak Tskhinvali           | Soslan Djidjoev           |
| Spartak Tskhinvali           | Marat Beteev              |
| Spartak Tskhinvali           | Gamat Doguzov             |
| Ossetia Shield               | Mirza Alborov (en)        |
| Kyzyltash Bakhchisaray       | Soslanbeg Dzagoev         |
| Inkomsport Yalta             | Batradz Tedeev            |
| FK Machouk-KMV Piatigorsk    | Georgy Kabulov            |
| FK Spartak Vladikavkaz       | Radion Vazagov            |
| FK Spartak Vladikavkaz       | Dzambolat Khastsayev (en) |
| FK Armavir                   | Arsen Kaytov (en)         |
| Attaquant                    |                           |
| FK Tchaïka Pestchanokopskoïe | Batradz Gurtsiev          |
| Spartak Tskhinvali           | Mikhail Gagloev           |
| Spartak Tskhinvali           | Ibragim Bazayev           |
| Staff                        | Nom                       |
| Sélectionneur                | Soslan Kochiev            |
| Entraîneur adjoint           | Marat Khoziev             |
| Déléguer                     | Sergei Zasseev            |
| Docteur                      | Inal Tokovrekov           |
| Média                        | Alexander Kokdev          |

### Sélectionneurs
| N°     | Sélectionneur  | Période       | Matchs | Gagnés | Nuls | Perdus | Gagnés % |
| ------ | -------------- | ------------- | ------ | ------ | ---- | ------ | -------- |
| 1      | Pukhaev Ruslan | 2013-2017     | 10     | 1      | 1    | 8      | 10       |
| 2      | Soslan Kochiev | 2017-en cours | 7      | 4      | 2    | 1      | 57.14    |
| Totals | Totals         | Totals        | 17     | 5      | 3    | 9      | 29.41    |

### Présidents de la Fédération d’Ossétie du Sud de football
| N° | Nom                      | Période             |
| -- | ------------------------ | ------------------- |
| 1  | Dzhioev Alan Amiranovich | 2012-10/06/2022     |
| 2  | Vladimir Poukhaev        | 10/06/2022-en cours |